# Gastronomia de Romania
La gastronomia de Romania és una fusió de diferents tradicions culinàries que han entrat en contacte al territori romanès que van adquirir alhora un caràcter propi. Ha rebut gran influència de la cuina otomana, com també de l'alemanya, sèrbia o magiar. Hi ha diferents tipus de plats que sovint s'inclouen sota aquest terme genèric.
Així doncs, a la categoria ciorbă s'incorpora una gamma àmplia de sopes que es caracteritzen pel seu gust agre i de molts components diferents. Sota la categoria de ţuică (brandy de prunes) s'hi engloben un gran nombre de licors espirituosos fets a Romania, mentre que en altres països les diferents varietats acostumen a rebre noms diferents.

## Història
A la història de la literatura culinària romanesa, Costache Negruzzi i Mihail Kogălniceanu van ser els compiladors d’un llibre de cuina "200 rețete cercate de bucate, prăjituri și alte trebi gospodărești" (200 receptes provades de plats, pastes i altres coses per a la llar) impresa el 1841. Negruzzi també escriu a "Alexandru Lăpușneanu": "A Moldàvia, en aquella època, el bon menjar no estava estructurat. La festa més gran només oferia alguns tipus de plats. Després del borș polonès, els plats grecs seguirien, bullits amb herbes flotants en mantega, després, pilaf turc i, finalment, filets cosmopolites ".
El formatge forma part de la cuina romanesa des de la història antiga. Brânză és el terme genèric per al formatge en romanès; originalment és una paraula dàcia. La cuina tradicional dàcia incorporava verdures (llenties, pèsols, espinacs, all) i fruites (raïm, pomes, gerds) amb valors nutricionals elevats. Els dacis produïen vi en grans quantitats. Una vegada, Burebista, un rei daci, enfadat per l'abús de vi dels seus guerrers, va tallar les vinyes i la seva gent va deixar de beure vi. La llegenda diu que el poble daci va crear la seva pròpia cervesa. Els romans van ajudar a introduir diferents pastissos fets amb formatge, com l'alivenci, pască o brânzoaice. També van introduir diferents variacions de farinetes de mill.
El blat de moro i les patates es van convertir en productes bàsics de la cuina romanesa després de la seva introducció a Europa. El blat de moro, en particular, va contribuir a la millora de la salut i la nutrició dels romanesos als segles XVI i XVII, cosa que va provocar un boom de la població.
Durant més de quatre segles, Valàquia i Moldàvia, els dos principats romanesos medievals, van estar fortament influenciats pel seu veí, l'Imperi Otomà. La cuina otomana va canviar la taula romanesa amb aperitius fets a partir de diverses verdures, com albergínies i pebrots, així com diverses preparacions de carn, com el chiftele (mandonguilles fregides, una variació de kofta) i mici (embotits curts sense tripa, generalment a la brasa). Els diversos tipus de ciorbă / borș (sopes àcides) i guisats de carn i verdures, com ara iahnie de fasole (mongetes), ardei umpluți (pebrots farcits) i sarmale (col farcida) estan influenciats per la cuina turca. L'amanida de tomàquet romanès és una variació del turc çoban salata. Moltes postres i pastes tradicionals combinen mel i fruits secs, com ara baklava, sarailie (o seraigli), halvai rahat (delícia turca)